# IC 1979
IC 1979 — галактика типу *2 (подвійна зірка) у сузір'ї Сітка.
Цей об'єкт міститься в оригінальній редакції індексного каталогу.